# Quando una ragazza è bella
Quando una ragazza è bella (Bring Your Smile Along) è un film del 1955 diretto da Blake Edwards.